# Ле Петоман
Ла Петоман је сценско име Жозефа Пижола (фр. Joseph Pujol; Марсељ, 1. јун 1857 — Тулон, 8. август 1945), француског забављача који је публику забављао запањујућом способношћу пуштања ветрова. Име долази од глагола peter што значи прдети и изведенице речи maniac.
Пижол је, наиме, имао могућност контроле абдоминалних мишића што му је омогућавало, не да испушта гас када год пожели, него да по вољи усиса ваздух у анални тракт и затим га испусти назад, без пратећих мириса.

## Биографија
Пижол је рођен у Марсељу 1857. у породици зидара и вајара. Свој необичан таленат открио је сасвим случајно; купајући се у мору заронио је и удахнуо при чему му се у стражњицу почела уливати вода. Панично је истрчао на обалу приметивши да му из стражњице цури вода. Отишао је на лекарски преглед, на којем му је лекар рекао да нема разлога за забринутост.
Након што је завршио са школовањем кренуо је на служење војног рока где је своје колеге увесељавао својим необичним талентом усисавајући анусом воду из посуда те је затим избацујући у даљ. Ускоро је овладао и вештином усисавања зрака.
Иако по занимању пекар одлучио је уновчити свој јединствени таленат. Први наступ имао је 1887. у родном Марсељу, а 1892. први пут наступа у чувеном париском клубу „Мулен руж“.
Најпознатије тачке биле су му свирање флауте преко гумене цеви затакнуте у анус, опонашање грмљавине и топовске паљбе и гашење свеће с удаљености од неколико метара.
Најпознатија је била његова интерпретација марсељезе, француске химне.
Његове наступе посећивао је крем тадашње Европе, међу осталима Едвард, принц од Велса, белгијски краљ Леополд II и Зигмунд Фројд.
Након што је 1894. наступио на добротворном наступу за 3000 франака (уобичајен хонорар му је био 20.000 франака) Мулен руж га је тужио, након чега Пижол прелази у театар Помпадур. У годинама које су следиле мењао је свој репертоар, те је додао још једну чувену тачку, опонашање великог земљотреса у Сан Франциску 1906.
Пижол је наступао до Првог светског рата, када је, згрожен ратним страхотама, заувек престао с наступима и отворио пекару у родном Марсељу.
Умро је у 88. години живота у Марсељу где је и покопан.
Универзитет Сорбона понудио је његовој породици значајну новчану своту како би проучили његово тело. Породица је одбила тај захтев.